# Rosa (Alabama)
Rosa es un pueblo ubicado en el condado de Blount en el estado estadounidense de Alabama. En el censo de 2000, su población era de 313.

## Demografía
En el 2000 la renta per cápita promedia del hogar era de $ 40.000$, y el ingreso promedio para una familia era de 56.563$. El ingreso per cápita para la localidad era de 17.042$. Los hombres tenían un ingreso per cápita de 31.250$ contra 30.625$ para las mujeres.

## Geografía
Rosa está situado en 33°59′23″N 86°30′42″O / 33.98972, -86.51167 (33.989810, -86.511938)
Según la Oficina del Censo de los EE. UU., la ciudad tiene un área total de 3.78 millas cuadradas (9.80 km²).